# Neuro-borroso

Diagrama de un sistema neuro-borroso que implementa un controlador sencillo Sugeno-Takagi.

En el campo de inteligencia artificial, neuro-borroso (neuro-difuso, o neuro-fuzzy) se refiere a combinaciones de redes neuronales artificiales y lógica difusa.

## Visión general
La hibridación neuro-borrosa resulta en un sistema inteligente híbrido que combina de forma sinérgica el estilo de razonamiento tipo-humano de los sistemas difusos (o borrosos) con la estructura de aprendizaje y conexionista de las redes neuronales.  En la literatura, la hibridación neuro-borrosa es ampliamente denominada como red neuronal borrosa (FNN por sus siglas en inglés) o sistema neuro-borroso (NFS).  Un sistemas neuro-borroso (de aquí en adelante se utiliza el término más popular) incorpora el estilo de razonamiento tipo-humano de sistemas borrosos a través del uso de conjuntos difusos y un modelo lingüístico que consta de un conjunto de reglas difusas SI-ENTONCES (IF-THEN). La principal fortaleza de los sistemas neuro-borrosos es que son aproximadores universales  con la capacidad de solicitar reglas SI-ENTONCES interpretables.
La fortaleza de los sistemas neuro-borrosos involucra dos requerimientos contradictorios en modelación difusa: interpretabilidad versus exactitud. En la práctica, una de las dos propiedades prevalece. Lo neuro-borroso en el campo de investigación de modelación difusa está dividido en dos áreas: modelación difusa lingüística que está centrado en interpretabilidad, principalmente el modelo Mamdani; y modelación difusa precisa que está centrado en exactitud, principalmente el modelo Takagi-Sugeno-Kang (TSK).
Aunque generalmente es asumido que es la realización de un sistema borroso a través de redes conexionistas, este término también es utilizado para describir algunas otras configuraciones que incluyen:
- Derivación de reglas difusas a partir de redes RBF entrenadas.
- Afinación de parámetros de entrenamiento de redes neuronales basado en lógica difusa.
- Criterios de lógica difusa para incrementar el tamaño de una red.
- Hacerse cargo de la función de afiliación borrosa a través de algoritmos de clustering en aprendizaje no supervisado en mapas autoorganizados (SOMs) y redes neuronales.
- Representación de fuzzificación, inferencia borrosa y defuzzificacion a través de redes conexionistas multi-capas de alimentación hacia adelante.

Debe ser señalado que la interpretabilidad de los sistemas neuro-borrosos tipo Mamdani puede perderse. Para mejorar la interpretabilidad de sistemas neuro-borrosos se deben tomar ciertas medidas, donde aspectos importantes de interpretabilidad de sistemas neuro-borrosos también son discutidos.
Una línea de investigación reciente maneja el caso de minería de flujo de datos, donde los sistemas neuro-borrosos son actualizados secuencialmente con nuevas muestras entrantes a demanda y sobre la marcha.  De este modo, las actualizaciones del sistema no solamente incluyen una adaptación recursiva de parámetros del modelo, sino también una evolución dinámica y la poda sináptica de componentes del modelo (neuronas, reglas), con el fin de manejar el concepto a la deriva y el cambio dinámico del comportamiento del sistema de forma adecuada, y para mantener los modelos/sistemas "actualizados" en cualquier momento.  Estudios completos de varios sistemas neuro-borrosos evolucionando se pueden encontrar en y.

## Producto pseudo externo basado en redes neuronales borrosas
Los productos pseudo externos basados en redes neuronales borrosas (POPFNN, por sus siglas en inglés) son una familia de sistemas neuro-borrosos que están basados en el modelo borroso lingüístico.
Existen tres miembros de POPFNN en la literatura:
- POPFNN-AARS(S), los cuales están basados en el Esquema de Razonamiento Analógico Aproximado.[6]
- POPFNN-CRI(S), los cuales están basados en Reglas de Inferencia Composicionales difusas generalmente aceptadas.[7]
- POPFNN-TVR, los cuales están basados en Restricción de Valor de Verdad.

La arquitectura "POPFNN" es una red neuronal de cinco capas red neuronal donde las capas de la 1 a la 5 son llamadas: capa de entrada lingüística, capa de condición, capa de regla, capa consecuente, capa de salida lingüística.  La fuzzificación de las entradas y la defuzzificación de las salidas son realizadas respectivamente por las capas de entrada lingüística y salida lingüística mientras la inferencia borrosa es realizada en conjunto por las capas de regla, condición y consecuencia.
El proceso de aprendizaje de POPFNN consta de tres fases:
1. Generación de afiliación difusa o borrosa.
2. Identificación de reglas difusa o borrosas.
3. Ajuste fino supervisado.

Varios algoritmos de generación de afiliación borrosos se pueden utilizar: Cuantización de Vector de Aprendizaje (LVQ), Particionamiento Borroso Kohonen (FKP) o Clusterización Incremental Discreta (DIC). Generalmente, el algoritmo POP y su variante LazyPOP suelen utilizarse para identificar las reglas borrosas.